# Obi-Wan Kenobi (tv-serie)
Obi-Wan Kenobi er en amerikansk miniserie fra 2022 som er skabt til streamingtjenesten Disney+. Den er en del af Star Wars og Ewan McGregor som genoptog sin rolle som titelpersonen Obi-Wan Kenobi fra prequel-trilogien. Serien foregår ti år efter begivenhederne i Sith-fyrsternes hævn (2005).

## Karakterer

### Medvirkende
- Ewan McGregor som Obi-Wan Kenobi

### Tilbagevendende medstjerner
- Rupert Friend som Storinkvisitoren
- Sung Fang som Den Femte Bror
- Vivien Lyra Blair som Leia Organa
- Kumail Nanjiani as Haja Estree
- Hayden Christensen som Anakin Skywalker / Darth Vader
- Indira Varma som Tala Durith

### Andre
- Joel Edgerton som Owen Lars Bonnie Piesse som Beru Whitesun Lars
- Simone Kessell Breha Organa
- Jimmy Smits som Bail Organa

## Handling
Serien foregår efter begivenhederne i filmen Star Wars: Episode III – Sith-fyrsternes hævn(2005), hvor Jedi-ordenen næsten blev udslettet, og Jedi-mesteren Obi-Wan Kenobis lærling, Anakin Skywalker, blev til Sith-fyrsten Darth Vader. Efter at have levet i skjul i ti år på planeten Tatooine, hvor han holder øje med Anakins søn Luke Skywalker, bliver Kenobi kaldt ud på en mission for at redde Anakins datter Leia, da hun bliver kidnappet af Imperiets Jedi-jægende inkvisitorer i et plot for at lokke Kenobi frem. Dette bringer Kenobi i konflikt med Vader, som han troede var død, og tvinger ham til at konfrontere sin traumatiske fortid og skyldfølelse. 

## Afsnit
| Nr. i serie | Nr. i sæson | Titel                | Instruktør  | Forfatter | Oprindelig sendedato |
| ----------- | ----------- | -------------------- | ----------- | --- | -------------------- |
| 1           | 2           | "Part I" "Del I"     | Debora Chow | Tv-manuskript af: Joby Harold og Hossein Amini og Stuart Beattie Historie af: Stuart Beattie og Hossein Amini               | 27. maj 2022         |
| 2           | 2           | "Part II" "Del II"   | Debora Chow | Tv-manuskript af: Joby Harold Historie af: Stuart Beattie og Hossein Amini                                                  | 27. maj 2022Fed      |
| 3           | 3           | "Part III" "Del III" | Debora Chow | Joby Harold & Hannah Friedman og Hossein Amini og Stuart Beattie                                                            | 1. juni 2022         |
| 4           | 4           | "Part IV" "Del IV"   | Debora Chow | Joby Harold & Hannah Friedman                                                                                               | 8. juni 2022         |
| 5           | 5           | "Part V" "Del V"     | Debora Chow | Joby Harold & Andrew Stanton                                                                                                | 15. juni 2022        |
| 6           | 6           | "Part VI" "Del VI"   | Debora Chow | Tv-manuskript af: Joby Harold & Andrew Stanton og Hossein Amini Historie af: Stuart Beattie og Joby Harold & Andrew Stanton | 22. juni 2022        |